# Chiến Quốc

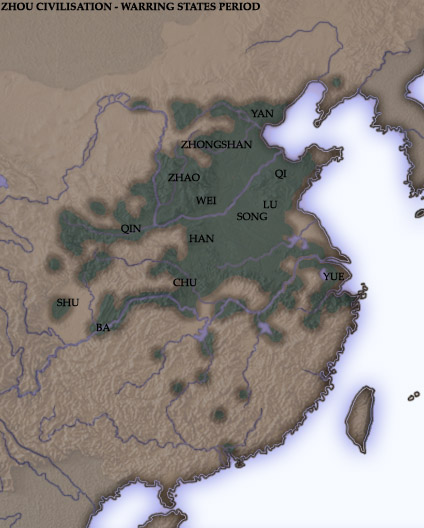
Bản đồ thời Chiến Quốc.

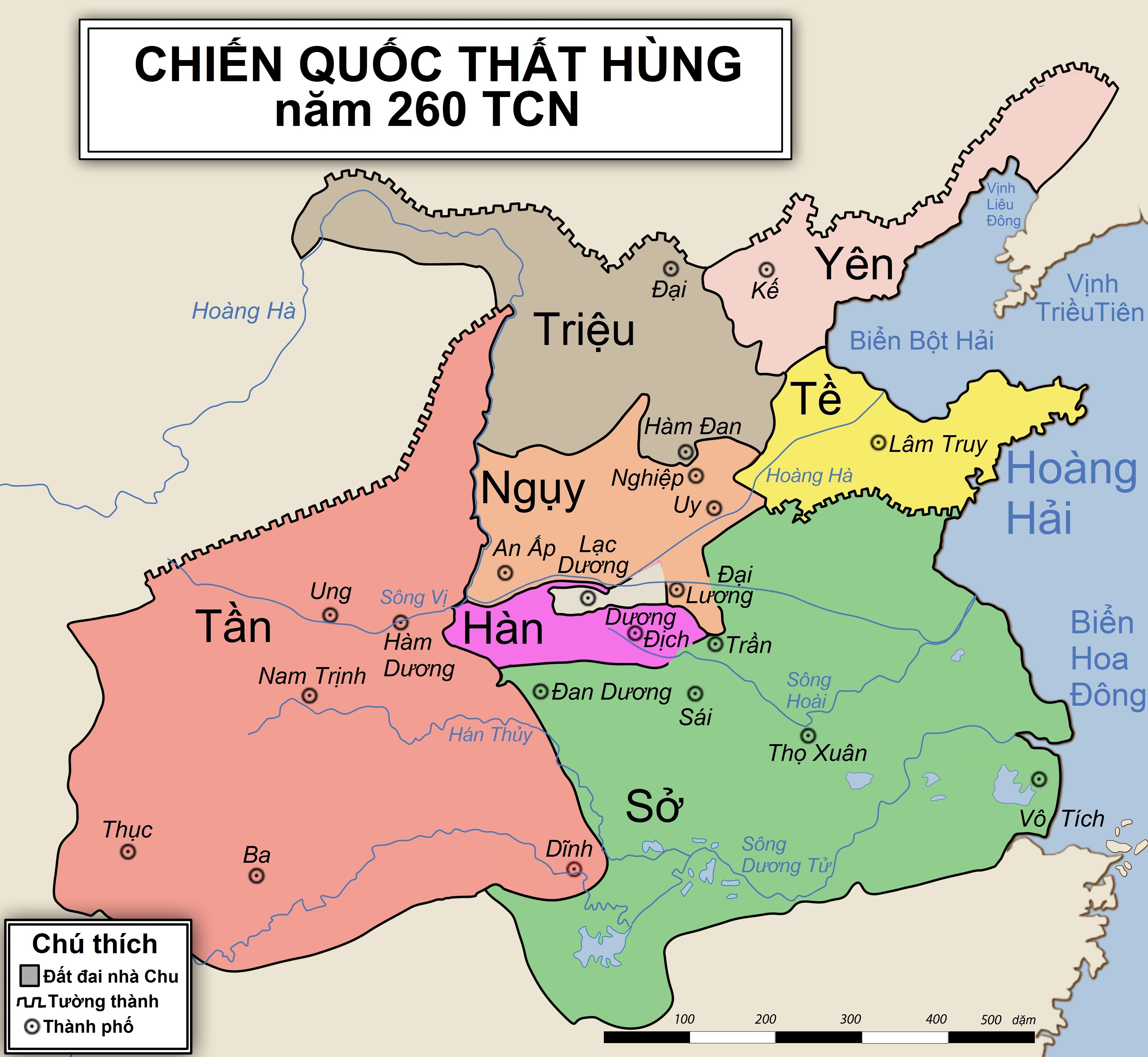
Bản đồ thời chiến quốc năm 260 TCN.

Giản đồ các nước thời Chiến Quốc

Thời đại Chiến Quốc (giản thể: 战国时代; phồn thể: 戰國時代; bính âm: Zhànguó Shídài) kéo dài từ khoảng thế kỷ 5 TCN tới khi Trung Quốc thống nhất dưới thời Tần năm 221 TCN. Thông thường nó được coi là giai đoạn thứ hai của nhà Đông Chu, tiếp sau giai đoạn Xuân Thu, dù chính nhà Chu đã kết thúc vào năm 256 TCN, 34 năm trước khi kết thúc giai đoạn Chiến Quốc. Tương tự như giai đoạn Xuân Thu, vị vua nhà Chu chỉ đơn giản là một vua bù nhìn. Tên gọi Chiến Quốc xuất phát từ cuốn Chiến Quốc sách được biên soạn đầu thời nhà Hán. Điểm khởi đầu thời Chiến Quốc hiện vẫn còn tranh cãi. Theo truyền thống, mọi người sử dụng năm 475 TCN (tiếp sau thời Xuân Thu), nhưng hiện nay thì năm 403 TCN – năm mà nước Tấn bị chia thành ba nước Hàn, Triệu, Ngụy – cũng thỉnh thoảng được coi là năm bắt đầu của thời kỳ này.
Thời Chiến Quốc, trái với thời Xuân Thu, là một giai đoạn mà các vua chư hầu ở địa phương sáp nhập các tiểu quốc nhỏ hơn xung quanh để củng cố quyền lực. Quá trình này đã bắt đầu ở thời Xuân Thu, và tới thế kỷ 3 TCN, bảy nước lớn nổi lên chiếm vị trí áp đảo. Bảy nước lớn thời Chiến Quốc (戰國七雄/战国七雄 Chiến Quốc thất hùng), gồm có Tề (齊), Sở (楚), Yên (燕), Hàn (韓), Triệu (趙), Nguỵ (魏) và Tần (秦). Một dấu hiệu khác của sự tăng cường quyền lực là sự thay đổi danh hiệu: trước kia các lãnh chúa vẫn xếp mình vào bậc công (公) hay hầu (侯), chư hầu của vua nhà Chu; nhưng trong giai đoạn này họ đã lần lượt tự xưng vương (王), có nghĩa là họ ngang hàng với vua nhà Chu.
Giai đoạn Chiến Quốc là giai đoạn phát triển của đồ sắt tại Trung Quốc, thay thế đồ đồng trở thành vật liệu chính được sử dụng trong chiến tranh. Các vùng như Thục (Tứ Xuyên ngày nay) và Việt (Chiết Giang ngày nay) cũng đã bị sáp nhập vào vùng ảnh hưởng văn hoá Trung Quốc trong thời gian này. Những bức tường do những quốc gia xây dựng nên để ngăn chặn các bộ lạc du mục phía bắc và ngăn chặn lẫn nhau là tiền thân của Vạn lý trường thành sau này. Các triết thuyết khác nhau đã được phát triển trong giai đoạn Bách gia chư tử, gồm Khổng giáo (được phát triển chi tiết bởi Mạnh Tử), Đạo giáo (được phát triển thêm bởi Trang Tử), Pháp gia (do Hàn Phi Tử lập ra) và Mặc học (được Mặc Tử sáng lập). Thương mại cũng trở nên quan trọng, và một số nhà buôn đã có quyền lực to lớn trong chính trị. Những chiến thuật quân sự cũng thay đổi. Không giống như giai đoạn Xuân Thu, đa số các quân đội thời Chiến Quốc gồm bộ binh và kỵ binh và việc sử dụng xe ngựa chiến đấu đã dần bị quên lãng.
Cũng ở đầu giai đoạn này, nhà chiến lược quân sự Tôn Vũ đã viết cuốn Tôn Tử binh pháp được công nhận là tác phẩm có tầm ảnh hưởng lớn nhất trong 7 tác phẩm về nghệ thuật quân sự Trung Quốc cổ đại. (Bảy tác phẩm quân sự kinh điển (thất đại kỳ thư) gồm: Lục thao của Thái Công, Tôn Tử binh pháp, Tư Mã binh pháp, Ngô Khởi (吳起) binh pháp, Uất Liêu Tử binh pháp, Tam lược của Hoàng Thạch Công, Đường Thái Tông và Lý Vệ công vấn đáp). Trong suốt lịch sử phong kiến Trung Quốc, thất đại kỳ thư này được cất giấu cẩn thận và chỉ những ai theo nghề binh mới được tiếp cận chúng. Hiện nay cả bảy tác phẩm đó được trình bày lại trong cuốn "The Seven Military Classics of Ancient China" của Ralph D. Sawyer)

## Chiến Quốc thất hùng

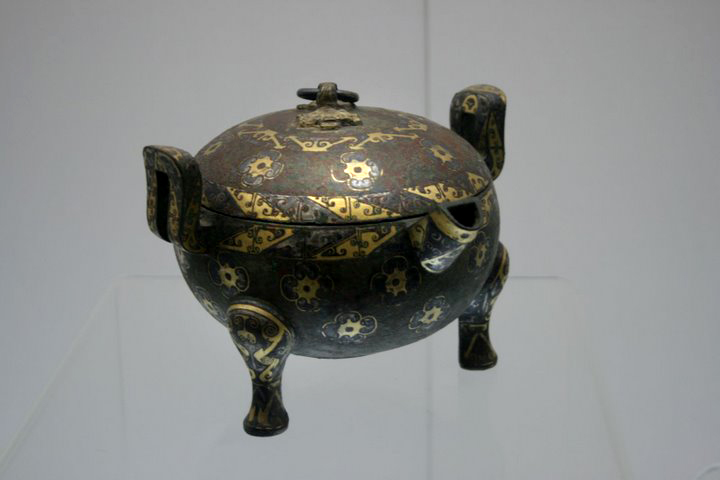
Một cái đỉnh bằng đồng thau dát vàng và bạc thời Chiến Quốc.

Người ta thường gọi Chiến Quốc Thất Hùng (戰國七雄) để chỉ bảy cường quốc, đã được hình thành từ sự suy yếu của nhà Chu, trong suốt giai đoạn Chiến Quốc của lịch sử Trung Quốc. Tên bảy nước được liệt kê theo thứ tự chữ cái:
- Hàn (韓)
- Ngụy (魏)
- Sở (楚)
- Tần (秦)
- Tề (齊)
- Triệu (趙)
- Yên (燕)

Kết thúc giai đoạn Chiến Quốc, chiến thắng đã thuộc về nước Tần do Tần Thủy Hoàng trị vì. Chính ông đã lập nên đế chế đầu tiên trong lịch sử Trung Quốc.

## Sự phân chia nước Tấn
Xem chi tiết: Tấn (nước)

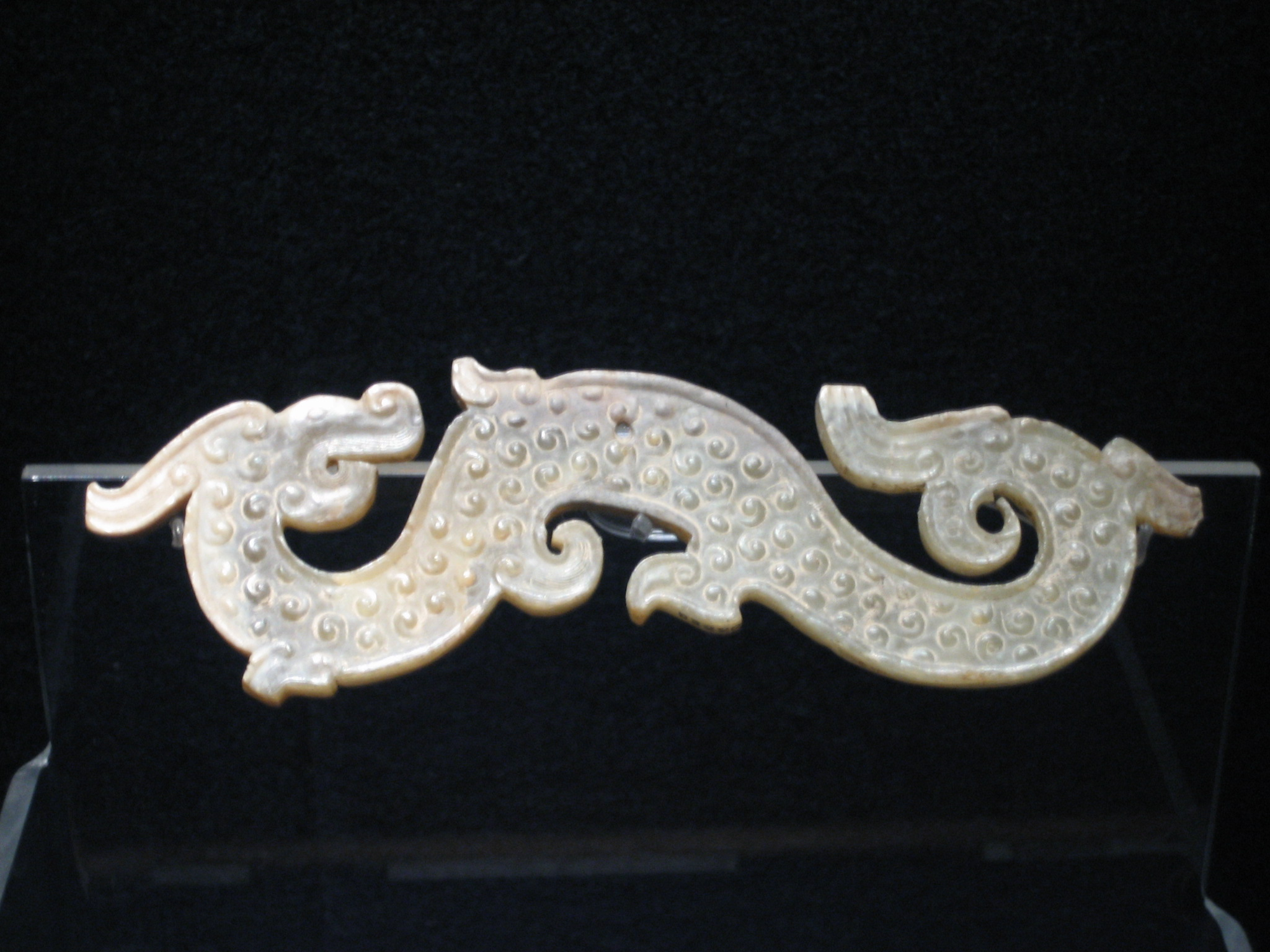
Một vật phục sức hình rồng bằng ngọc bích từ thời Chiến Quốc.

Ở giai đoạn Xuân Thu, nước Tấn (晉) là nước mạnh nhất trong số các chư hầu với thời gian làm bá chủ lâu hơn cả. Tuy nhiên, gần cuối thời Xuân Thu, quyền lực của vị vua cai trị tại đó đã giảm sút, nước Tấn dần rơi vào sự kiểm soát của sáu dòng họ lớn (lục khanh - 六卿). Tới đầu thời Chiến Quốc, sau nhiều cuộc chiến tranh giành quyền lực, có bốn dòng họ còn sót lại là họ Trí (智), họ Nguỵ (魏), họ Triệu (趙), và họ Hàn (韓), trong đó họ Trí có thế lực mạnh nhất. Trí Bá (Trí Dao 智瑶) liên minh với họ Nguỵ và họ Hàn để đánh Triệu Tương Tử (Triệu Vô Tuất). Tuy nhiên, vì tính kiêu ngạo của Trí Dao nên họ Triệu đã bí mật thông đồng với họ Ngụy và họ Hàn lật ngược tình thế, tiêu diệt họ Trí.
Năm 403 TCN, ba họ lớn nước Tấn, với sự đồng ý của vua Chu, chia nước Tấn thành ba nước (三家分晉): Hàn, Triệu, và Ngụy. Ba người đứng đầu ba họ được nhà Chu phong tước Hầu (侯), và bởi vì cả ba đều thuộc nước Tấn cũ, nên họ cũng được gọi là Tam Tấn (三晉). Nước Tấn tiếp tục tồn tại với một vùng đất nhỏ cho tới tận năm 376 TCN khi một lần nữa, phần còn lại đó lại bị Tam Tấn chia nhau.
Sử gia Tư Mã Quang nhận định việc nhà Chu công nhận 3 họ chia nhau nước Tấn là một sai lầm, tạo ra tiền lệ kẻ dưới tiếm vị kẻ trên, chút vị thế còn lại của nhà Chu cũng mất hết:
Kinh Xuân thu hạ thấp chư hầu, đề cao vương thất, vì Thiên tử tuy thế yếu, nhưng theo thứ tự vẫn ngồi trên chư hầu, mới thấy thánh nhân đối với thứ tự vua tôi không hề qua quít. Nếu chẳng gặp vua bạo tàn như Kiệt, Trụ, tự mình có cái nhân Thang, Võ, lại được trời trao mệnh, thì địa vị vua tôi phải ráng thân gìn giữ đến chết mà thôi.
Than ôi, U Vương, Lệ Vương thất đức, đạo nhà Chu ngày càng suy, cương kỷ băng hoại — dưới chà đạp trên, chư hầu tự chuyên chinh phạt, Đại phu chuyên quyền — đại thể của lễ mười phần đã mất đi bảy tám; nhưng các quân vương nối nghiệp Văn Vương, Võ Vương vẫn đều đều nối ngôi nhau là nhờ con cháu nhà Chu vẫn còn biết giữ danh phận mình vốn có... Nhờ thế đất đai nhà Chu dù chẳng lớn bằng Tào, Đằng, dân chúng nhà Chu dù chẳng nhiều bằng Chu, Cử, nhưng suốt mấy trăm năm, vẫn là tông chủ thiên hạ, tuy hùng mạnh như Tấn, Sở, Tề, Tần vẫn không dám đặt mình trên nhà Chu, vì sao? Chỉ vì dựa vào danh phận sẵn có vậy... Đến đây các Đại phu nước Tấn khinh rẻ vua mình, chia nhau đất đai nước Tấn, Thiên tử đã chẳng trừng trị, còn ban thưởng vị cao, cho đứng vào hàng chư hầu, chính là còn vỏn vẹn chút danh phận lại không biết giữ mà vứt hết đi. Đạo lễ tiên vương nhà Chu thế là dứt vậy!
Than ôi! Đạo lễ quân thần mà hủy hoại, thì thiên hạ dùng trí lực tranh cường, khiến những nước chư hầu là con cháu thánh hiền, xã tắc tông miếu chẳng đâu không bị diệt vong, chúng dân bị dày xéo, giết chóc bằng hết, há chẳng đau xót lắm sao!

## Thay đổi quyền lực ở nước Tề
Năm 386 TCN, họ Điền (田), một dòng họ quý tộc lưu vong của nước Trần, chiếm quyền kiểm soát nước Tề và được trao tước Công. Nước Tề cũ của họ Khương (姜) vẫn tiếp tục tồn tại với một vùng đất nhỏ bé đến năm 379 TCN, khi họ bị họ Điền sáp nhập nốt vào nước Tề.

## Những xung đột ban đầu giữa Tam Tấn, Tề và Tần

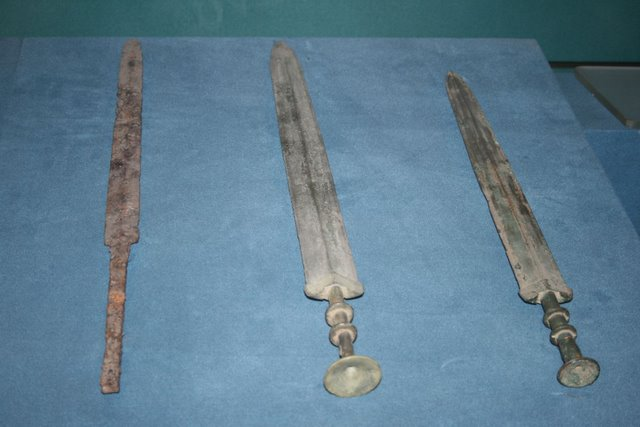
Một thanh kiếm bằng sắt và hai thanh kiếm bằng đồng có niên đại từ thời Chiến Quốc.

Năm 371 TCN, Ngụy Vũ Hầu chết mà chưa có người kế vị, khiến nước Ngụy rơi vào nội chiến tranh giành quyền lực. Sau ba năm nội chiến, nước Triệu và Hàn, lợi dụng cơ hội tấn công Ngụy. Khi sắp chiếm được nước Ngụy, các lãnh đạo nước Triệu và nước Hàn lại bất hoà với nhau về cách thức xử lý nước Ngụy và quân đội cả hai nước đã bí mật rút lui. Nhờ thế, Ngụy Huệ Vương (lúc ấy vẫn đang là tước Hầu) có thể lên ngôi làm vua nước Ngụy.
Năm 354 TCN, Ngụy Huệ Vương phát động một cuộc tấn công quy mô lớn vào nước Triệu, một số nhà sử học cho rằng để trả thù việc họ đã tàn phá nước Ngụy trước đó. Tới năm 353 TCN, Triệu thua nhiều trận lớn và một trong những thành phố lớn của họ - Hàm Đan (邯鄲), thành phố sau này trở thành kinh đô nước Triệu – bị bao vây. Vì thế, nước Tề lân cận quyết định giúp đỡ nước Triệu. Chiến thuật mà Tề sử dụng là do Tôn Tẫn (孫臏), người lúc ấy là quân sư trong quân đội nước Tề, đề ra. Tề tấn công vào nước Ngụy khi quân đội Ngụy đang bao vây Triệu, buộc Ngụy phải rút lui. Chiến thuật này đã thành công; quân Ngụy vội vàng rút về, và gặp quân Tề ở Quế Lăng (桂陵) nơi Ngụy đã bị đánh bại một trận mang ý nghĩa quyết định. Từ sự kiện này xuất hiện câu nói: "Vây Ngụy cứu Triệu" (圍魏救趙).
Năm 341 TCN, Ngụy tấn công Hàn, và Tề lại can thiệp một lần nữa. Hai vị tướng ở trận Quế Lăng lần trước lại gặp nhau, và nhờ chiến thuật khôn khéo của Tôn Tẫn, Ngụy lại bị thất bại to lớn một lần nữa tại trận Mã Lăng (馬陵). Trong trận này, Bàng Quyên, chủ tướng quân Ngụy tử trận.
Tình thế của nước Ngụy càng nguy ngập hơn nữa khi Tần lợi dụng cơ hội Ngụy thua liên tục trước Tề để tấn công Ngụy năm 340 TCN theo mưu đồ của nhà cải cách nước Tần là Thương Ưởng (商鞅). Ngụy bị đánh bại và buộc phải nhượng một phần lớn đất đai để đổi lấy hoà bình. Việc này khiến kinh đô An Ấp (安邑) của Ngụy rơi vào tình thế nguy hiểm, vì thế Ngụy phải rời đô sang Đại Lương (大梁)(sau này đổi thành Biện Lương (汴梁)). Vì vậy, từ đó trở đi nước Ngụy còn được gọi là Lương.
Sau những sự kiện này, nước Ngụy trở nên suy yếu và nước Tề cùng nước Tần trở thành hai nước thống trị ở giai đoạn này.

## Những cải cách của Thương Ưởng ở Tần
Tần sở dĩ mau mạnh một phần là nhờ địa thế: ở lánh về phía Tây, ít bị các nước láng giềng ở phía đông dòm ngó, được tự do phát triển, lại có cửa Hàm Cốc rất hiểm trở, "một người giữ cửa đó thì cự được vạn người", nên Tần có thể qua cửa đó để tấn công các nước phía đông, chứ các nước này không dám mạo hiểm qua cửa đó để tấn công Tần.
Khoảng năm 359 TCN, Thương Ưởng (商鞅), một vị quan nước Tần, bắt đầu đưa ra nhiều cải cách biến Tần từ một nước lạc hậu trở thành nước có vị thể vượt hẳn sáu nước kia. Nói chung, nó thường được coi là điểm quyết định để nước Tần bắt đầu trở thành nước mạnh nhất thời Chiến Quốc.

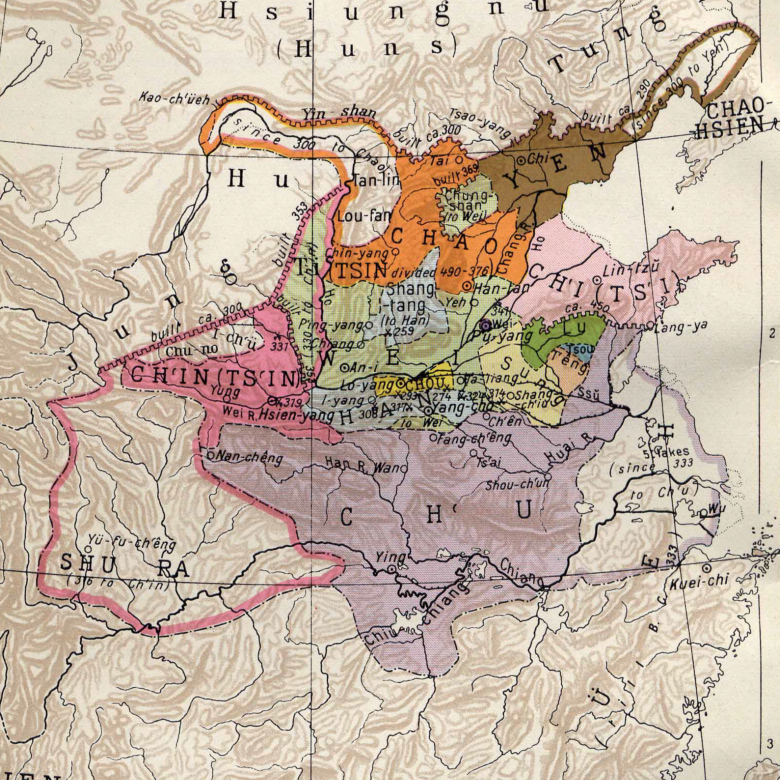
bản đồ Trung Quốc thời chiến quốc khoảng năm 350 TCN

Từ 356 đến 348 TrCN, Tần lập 41 huyện trên khắp cõi. Thương Ưởng làm tướng quốc Tần, khuyên vua Tần đánh những đòn rất mạnh vào giai cấp quý tộc, tước dần quyền của họ; tạo ra một giai cấp quý tộc mới gồm những quân nhân có tài; hễ chém được nhiều đầu giặc thì được chức cao. Ông lại lập chính sách khẩn hoang, cho dân chúng làm chủ những đất họ khai phá được, do đó có thêm bọn phú nông xuất hiện, bọn này với bọn phú thương sẽ tranh quyền với bọn quý tộc cũ. Ông còn bãi bỏ tục quý tộc không bị hình phạt như thứ dân, mọi người đều bình đẳng về pháp luật mà pháp luật được công bố cho toàn dân được biết.
Từ thời Xuân Thu đã có vài nước công bố "hình thư", nghĩa là khắc hình luật trên các đỉnh đặt ở triều đình hoặc trên những bảng gỗ treo ở kinh đô, như vậy để bỏ cái lệ hễ bọn quý tộc bị tội thì triều đình xử kín theo lệ riêng của họ với nhau, còn dân chúng bị tội thì bị xử theo hình pháp một cách nghiêm khắc hơn. Hình thư dần dần được các nước khác theo, nhưng luật pháp không nước nào khốc liệt như ở Tần. Dân không được lang thang đi đâu tuỳ ý. Người nào cũng phải có một cái thẻ như chứng minh nhân dân ngày nay họ gọi là "bằng cứ", muốn vào quán trọ nào phải trình thẻ, chủ quán không dám chứa những người không mang thẻ. Bọn du thủ du thực bị bắt thì làm nô lệ hết. Các thư, kinh bị đốt hết.
Làng xóm tổ chức lại hết. Cứ năm hay mười nhà họp thành một liên gia có bổn phận phải phòng kẻ gian, tố cáo kẻ có tội, nếu không thì chịu trách nhiệm chung. Mặc Tử một thế kỷ trước đó cũng đã có ý đó nhưng chính sách của Thương Ưởng triệt để hơn: làm thay đổi cả tổ chức hương thôn, chia lại đất đai canh tác, phá bỏ hàng rào cũ, do đó mà thay đổi hẳn lối sống, phong tục, có thể gọi là một cuộc cách mạng.
Các luật thưởng phạt quân nhân rất nghiêm, thứ dân có chiến công thì được chức tước, quý tộc mà không có chiến công thì bị giáng xuống thành thứ dân. Tất cả cải cách đều nhằm mục đích duy nhất là sản xuất lúa cho nhiều để nuôi binh, là luyện binh cho mạnh để xâm chiếm nước khác. Khi Tần Hiếu công chết (338 TCN), quý tộc trả thù và Thương Ưởng bị phanh thây. Nhưng non một thế kỷ sau, vua Tần tên Doanh Chính (tức Tần Thủy Hoàng) áp dụng lại chính sách đó mà làm cho Tần mạnh nhất trong số thất hùng.

## Các nước xưng vương

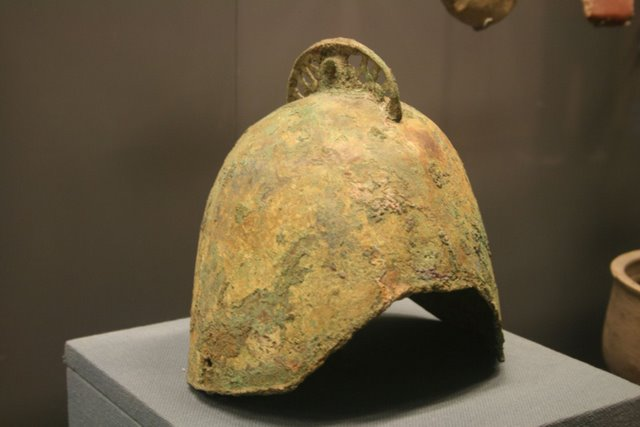
Một mũ trụ bằng đồng của binh sĩ nước Yên

Năm 334 TCN, vua nước Nguỵ và Tề đồng ý công nhận lẫn nhau về tước vương (王), chính thức hoá sự độc lập của các nước chư hầu và gạt bỏ vị thế của vua nhà Chu từ đầu thời Đông Chu. Vua nước Nguỵ và Vua nước Tề tiến lên ngang hàng với Vua nhà Chu, đã liên tục kế vị từ thời Xuân Thu. Từ đó về sau, tất cả các nước cuối cùng đều tự phong vương, đánh dấu sự khởi đầu cho sự kết thúc của nhà Chu.
Năm 325 TCN, vua nước Tần tự phong Vương.
Năm 323 TCN, vua nước Hàn và Yên tự xưng Vương.
Năm 318 TCN, vua nước Tống xưng Vương.
Năm 299 TCN, vua nước Triệu xưng Vương.

## Sự phát triển, bành trướng và suy yếu Sở
Đầu giai đoạn Chiến Quốc, Sở là một trong những nước mạnh nhất trong số chư hầu. Nước này đã đạt tới một vị thế mới khi vua Sở phong nhà cải cách nổi tiếng Ngô Khởi (吳起) làm Tể tướng năm 389 TCN.
Sở đạt đến đỉnh cao sức mạnh của mình vào năm 334 TCN khi họ chiếm được nhiều vùng đất đai của Trung Nguyên. Những sự kiện dẫn tới điều này bắt đầu khi Việt (越國) chuẩn bị tấn công Tề. Vua Tề gửi sứ thần tới thuyết phục vua Việt tấn công Sở thay vì tấn công nước mình. Việt ồ ạt tấn công Sở, nhưng bị Sở phản công, đánh bại, sau đó Sở chinh phục toàn bộ Việt.
Tuy nhiên, đến thời Sở Hoài Vương (328-299 TCN), Sở bị mắc lừa mưu kế của Trương Nghi, thừa tướng và biện sĩ nước Tần, vì vậy đã bị Tần liên tiếp đánh bại và để mất vùng Hán Trung. Đến những năm 279-276 TCN, tướng Tần là Bạch Khởi lại đánh bại Sở, lấn chiếm nhiều đất đai trong đó có kinh đô của sở là Dĩnh (郢). Sở buộc phải dời đô về Trần (278 TCN) rồi Thọ Xuân (241 TCN) và từ đó suy yếu hẳn, không còn là đối thủ của Tần nữa.
Đến thời Sở Khảo Liệt Vương (262-238 TCN), Xuân Thân Quân Hoàng Yết được phong làm Tướng quốc đã đề xuất nhiều biện pháp kinh tế, chính trị tiến bộ giúp khôi phục lại phần nào sức mạnh của Sở. Trong khi Tần liên tiếp tấn công Tam Tấn thì Sở cũng tiến sang phía đông tiêu diệt hàng loạt nước nhỏ, điển hình là nước Lỗ năm 256 TCN. Tuy nhiên việc này chỉ có thể bù đắp phần nào cho những thua thiệt trong cuộc tranh chấp với Tần mà thôi chứ không thể khôi phục lại ưu thế trước kia nữa.

## Ưu thế của Tần và các chiến lược Hợp tung, Liên hoành
Tới cuối thời Chiến Quốc, Tần trở thành nước rất mạnh so với cả sáu nước còn lại. Vì thế, chính sách của các nước này là nhằm chống lại mối đe doạ từ nước Tần, với hai trường phái chính: Hợp tung (合縱/合纵 bính âm: hézòng), hay liên kết với nhau để chống sự bành trướng của Tần; và Liên hoành (連橫/连横 bính âm: liánhéng), hay liên kết với Tần để dựa vào uy thế của họ. Ban đầu thuyết Hợp tung mang lại một số thành công, dù cuối cùng nó đã tan vỡ. Tần luôn lợi dụng thuyết Liên hoành để đánh bại từng nước một. Trong giai đoạn này, nhiều triết gia và chiến thuật gia đã đi chu du các nước để khuyên các vị vua cai trị đưa ý kiến của họ vào áp dụng thực tiễn. Những nhà chiến thuật gia đó rất nổi tiếng về những mưu mẹo và trí tuệ của mình, và được gọi chung là Tung Hoành gia (縱橫家), lấy theo tên của hai trường phái chiến lược chính.

## Tần chinh phục các nước khác
Xem chi tiết: Chiến tranh thống nhất Trung Hoa của Tần
Sang thế kỷ 3 TCN, nhờ ưu thế về kinh tế và quân sự, Tần chiếm ưu thế rõ rệt so với các quốc gia phía đông, nhất là sau sự xuống dốc của Tề và Sở. Tần dùng chiến thuật "viễn giao cận công" (giao hảo với nước xa, tấn công nước gần), lấn đất các nước tiếp giáp với mình như Hàn, Triệu, Ngụy, Sở nhưng hòa hiếu với nước Tề ở xa. Chiến thuật này tỏ ra hiệu quả. Các nước chư hầu khác có đôi lúc liên minh theo thuyết "Hợp tung" để chống Tần nhưng ràng buộc lỏng lẻo và hay bị Tần chia rẽ nên liên minh nhanh chóng tan rã. Thêm vào đó, nhiều vua chư hầu không thấy được lợi ích thiết thực của liên minh chống Tần mà bị Tần lung lạc bởi lợi ích nhỏ trước mắt nên mắc mưu Tần, dần dần trở thành nạn nhân trong quá trình thống nhất của Tần. Nhất là nước Tề tỏ ra thụ động nhất và ít tham gia đánh Tần so với các nước khác. Sau khi diệt nhà Chu năm 249 TCN, Tần tiếp tục tấn công các chư hầu khác. Đất đai của các nước tiếp giáp bị lấy nhiều và tới khoảng năm 240 TCN, phần đất còn lại của các nước giáp Tần như Hàn, Triệu, Ngụy thực chất rất nhỏ. Cuối cùng, Tần dùng vũ lực lần lượt diệt hết 6 nước phía đông, thống nhất Trung Quốc:
- Năm 256 TCN, Tần chiếm Tây Chu.
- Năm 249 TCN, Tần chiếm Đông Chu.
- Năm 230 TCN, Tần chiếm Hàn.
- Năm 225 TCN, Tần chiếm Ngụy.
- Năm 223 TCN, Tần chiếm Sở.
- Năm 222 TCN, Tần chiếm Yên và Triệu.
- Năm 221 TCN, Tần chiếm Tề, hoàn thành thống nhất Trung Quốc.

## Những nhân vật quan trọng

### Quan lại
- Vệ Ưởng hay còn gọi là Thương Ưởng, chính trị gia, người xây dựng nền móng cường thịnh cho nước Tần.
- Tô Tần, chính trị gia, người lập chiến lược "hợp tung", liên kết 6 nước chống Tần.
- Trương Nghi, chính trị gia, người lập chiến lược "liên hoành", giúp nước Tần phá liên minh 6 nước.
- Công Tôn Diễn, Đại Lương Tạo Ngụy Công Tôn Diễn nước Ngụy
- Tứ công tử bao gồm: Mạnh Thường Quân Điền Văn nước Tề, Bình Nguyên Quân Triệu Thắng nước Triệu, Tín Lăng Quân Ngụy Vô Kỵ nước Ngụy, Xuân Thân Quân Hoàng Yết nước Sở.
- Lạn Tương Như, tướng quốc nước Triệu
- Lý Tư, thừa tướng nước Tần.
- Ngu Khanh, tướng quốc nước Triệu
- Huệ Thi, tướng quốc nước Ngụy kiêm học giả

### Học giả có ảnh hưởng
- Trang Tử, người phát triển học thuyết Lão Tử
- Mạnh Tử, người phát triển học thuyết Khổng Tử
- Hàn Phi, người xây dựng nền tảng Pháp gia
- Khuất Nguyên, học giả nước Sở
- Huệ Thi, học giả nước Ngụy, người hiểu sâu biết rộng về mọi mặt và giỏi biện luận thuộc phái Danh Gia

### Nhà buôn nổi tiếng
- Lã Bất Vi, người buôn vua nổi tiếng.

### Tướng lĩnh, lãnh đạo quân đội và các quân sư
- Tôn Tẫn, cháu Tôn Tử quân sư cho Điền Kỵ, Danh tướng giỏi của nước Tề
- Ngô Khởi, làm tướng lĩnh cho nước Ngụy và nước Sở
- Doanh Tật, tướng lĩnh nước Tần
- Tư Mã Thác, tướng lĩnh nước Tần
- Nhạc Nghị, tướng (nước)|Yên, chỉ huy đánh phá nước Tề
- Điền Đan, tướng nước Tề, phá quân Yên, khôi phục nước Tề
- Liêm Pha, tướng  Triệu chống Tần
- Bạch Khởi, tướng Tần, đánh phá 6 nước
- Vương Tiễn, tướng Tần, thống nhất 6 nước.
- Lý Mục, tướng Triệu chống Tần

### Thích khách
- Chu Hợi, môn khách của Ngụy Vô Kỵ, giết Tấn Bỉ, tướng nước Ngụy để đoạt binh quyền về cho Tín Lăng quân Ngụy Vô Kỵ đi cứu Triệu.
- Kinh Kha, được Thái tử Đan của nước Yên phái đi hành thích Tần Thủy Hoàng nhưng thất bại, đây là nguyên nhân chính về sự diệt vong của nước Yên.
- Cao Tiệm Ly, nhạc công, bạn của Kinh Kha, mưu sát Tần Thủy Hoàng để trả thù cho Kinh Kha.